# Rockville (Misuri)
Rockville es una ciudad ubicada en el condado de Bates en el estado estadounidense de Misuri. En el Censo de 2010 tenía una población de 166 habitantes y una densidad poblacional de 194,81 personas por km².

## Geografía
Rockville se encuentra ubicada en las coordenadas 38°4′20″N 94°4′49″O / 38.07222, -94.08028. Según la Oficina del Censo de los Estados Unidos, Rockville tiene una superficie total de 0.85 km², de la cual 0.85 km² corresponden a tierra firme y (0%) 0 km² es agua.

## Demografía
Según el censo de 2010, había 166 personas residiendo en Rockville. La densidad de población era de 194,81 hab./km². De los 166 habitantes, Rockville estaba compuesto por el 95.78% blancos, el 0.6% eran afroamericanos, el 0% eran amerindios, el 0.6% eran asiáticos, el 0% eran isleños del Pacífico, el 0% eran de otras razas y el 3.01% pertenecían a dos o más razas. Del total de la población el 2.41% eran hispanos o latinos de cualquier raza.